# Кашина (Комишловський район)
Ка́шина (рос. Кашина) — присілок у складі Комишловського району Свердловської області. Входить до складу Восточного сільського поселення.
Населення — 41 особа (2010, 43 у 2002).
Національний склад станом на 2002 рік: росіяни — 91 %.